# Weißbart-Buschammer
Die Weißbart-Buschammer (Atlapetes albofrenatus) ist eine Vogelart aus der Familie der Neuweltammern (Passerellidae). Die Art hat ein großes Verbreitungsgebiet, das die südamerikanischen Länder Kolumbien und Venezuela umfasst. Der Bestand wird von der IUCN als nicht gefährdet (Least Concern) eingeschätzt.

## Merkmale
Die Weißbart-Buschammer erreicht eine Körperlänge von etwa 17,3 Zentimetern. Die Oberseite leuchtet olivfarben. Die Krone und der Nacken sind rötlich zimtfarben. Die Stirn und die Kopfseiten sind schwarz. Auf den Wagen hat sie einen deutlichen weißen Strich, der teils direkt (nicht bei allen Vögeln) in die weiße Kehle übergeht. Unterhalb des weißen Strichs findet sich ein unscheinbarer schwarzer Strich. Der Rest der Unterseite ist gelb. Die Unterschwanzdecken, die Seiten und Flanken sind abgestuft olivfarben.

## Verbreitung und Lebensraum

Verbreitungsgebiet der Weißbart-Buschammer (grün)

Die Art kommt relativ häufig an buschigen Rändern von feuchten subtropischen Wäldern und moosbewachsenem Nebelwald in Höhen zwischen 1500 und 2500 Metern vor. Oft sieht man ihn auch auf Waldlichtungen mit Gestrüpp sowie Sekundärwald.

## Verhalten
Diese Buschammern leben überwiegend in den Bäumen. Dabei sind sie relativ auffällig und leicht zu entdecken. Sie bewegen und springen geschickt, sowohl alleine als auch in Familiengruppen, auf moosüberwachsenen Baumstämmen und niedrigem Geäst. Meist sind sie dabei auf der Suche nach Gliederfüßern, Früchten und Beeren. Sie bewegen sich in der Strata von einem (Krautschicht) bis zehn Metern (Baumschicht) über dem Boden. Es kommt eher selten vor, dass man sie zusammen mit Scharen anderer Arten zusammen sieht.

## Unterarten
Es sind zwei Unterarten beschrieben, die sich vor allem in ihrer Färbung, Größe und ihrem Verbreitungsgebiet unterscheiden:
- Atlapetes albofrenatus albofrenatus (Boissonneau, 1840)[1] Nominatform im Nordosten des Bundesstaates Táchira am Boca del Monte und nahe La Azulita in Venezuela und im Nordosten Kolumbiens.
- Atlapetes albofrenatus meridae (Sclater, PL & Salvin, 1871) wurde zunächst unter dem Namen Buarremon meridæ beschrieben.[2] Kommt wie man aus dem Namen erkennen kann im Bundesstaat Mérida vor. Hat im Gegensatz zur Nominatform eine gelbe Kehle. Die Länge der Flügel und des Schwanzes ist kürzer als in A. a. albofrenatus.[3]

## Forschungsgeschichte und Etymologie
Auguste Boissonneau beschrieb diese Buschammer zunächst unter Tanagra (arremon) albo-frenatus. Es war 1831 Johann Georg Wagler der die Gattung Atlapetes einführte. Das Wort setzt sich aus atla für den Titan Atlas, dessen Name Träger, Dulder bedeutet und petes vom griechischen petros für der Fels zusammen. Atlas trug in der antiken Mythologie das Himmelsgewölbe auf seinen Schultern. Der Artepitheton kommt aus dem Lateinischen und setzt sich aus den Worten albus für weiß und frenatus,  frenare, frenum für gezügelt, zügeln, Zügel zusammen. Mit dem Geflügelt sind die dem Vogel typischen seitlichen Kopfstreifen gemeint.